# LOL - Chi ride è fuori
LOL - Chi ride è fuori è un programma televisivo italiano di genere game show, reality e comico, distribuito da Prime Video dal 2021, basato sul format LOL, ideato dal comico giapponese Hitoshi Matsumoto.

## Regolamento
Dieci comici sono rinchiusi in una casa-teatro per sei ore consecutive con l'obiettivo di far ridere gli altri con qualsiasi mezzo. Chi cede a una risata, sorriso o smorfia riceve una ammonizione tramite un cartellino giallo; a una seconda risata consegue l'espulsione con un cartellino rosso. Altre cause di ammonizione od espulsione dal gioco sono:
- l'obbligo di partecipare attivamente tentando di far ridere gli altri;
- il divieto di coprirsi la bocca;
- il divieto di bloccare meccanicamente (ovvero con un oggetto esterno) la risata.
- a fine gara, aver causato il minor numero di espulsioni o ammonizioni (caso avvenuto solo nella prima edizione, con l'eliminazione di Caterina Guzzanti).

I conduttori (qui definiti host e co-host), posizionati nella cosiddetta control room, osservano e commentano ciò che succede nella stanza tramite un sistema di telecamere e, usando una console, impartiscono ai concorrenti comandi precisi e/o suggeriscono loro degli input per interventi comici, oltre a interrompere la gara in caso di risata e farla ripartire dopo aver ammonito o espulso chi ha riso. Dalla seconda stagione è prevista inoltre l'arma letale della risata: un comico fuori gara che coinvolge i concorrenti rimasti in alcune gag; in alternativa possono essere rimandati in studio i concorrenti già eliminati per far ridere chi ancora è in gara: tali persone non sono soggette al divieto di ridere. Nella quarta stagione viene inserita la perla: i conduttori premiano chi ha detto una battuta particolarmente divertente, appunto la perla, concedendo la possibilità di ridere per 5 minuti. Nella quinta stagione l'arma letale della risata è chiamata disturbatore.
Se vi sono ancora due o più partecipanti allo scadere del tempo, l'host decreta i due giocatori che hanno causato il maggior numero di cartellini e li invita al duello finale, faccia a faccia al centro del teatro. Nella terza edizione Luca Bizzarri e Fabio Balsamo si sono accordati per ridere in contemporanea, decretando una vittoria ex aequo.
L'ultimo partecipante a rimanere in gara si aggiudica il premio finale di 100000 €, da devolvere interamente in beneficenza.

## Edizioni
| Edizione | Pubblicazione    | Pubblicazione | Puntate  | Puntate  | Conduzione    | Conduzione       | Co-conduzione | Presenze fisse   | Presenze fisse   | Concorrenti | Vincitore          | Vincitore          | Regia            |
| Edizione | Inizio           | Fine          | Standard | Speciali | Conduzione    | Conduzione       | Co-conduzione | Presenze fisse   | Presenze fisse   | Concorrenti | Vincitore          | Vincitore          | Regia            |
| -------- | ---------------- | ------------- | -------- | -------- | ------------- | ---------------- | ------------- | ---------------- | ---------------- | ----------- | ------------------ | ------------------ | ---------------- |
| 1ª       | 1º aprile 2021   | 8 aprile 2021 | 6        | —        | Fedez         | Fedez            | Mara Maionchi | Mara Maionchi    | Mara Maionchi    | 10          | Ciro Priello       | Ciro Priello       | Alessio Pollacci |
| 2ª       | 24 febbraio 2022 | 3 marzo 2022  | 6        | 1        | Fedez         | Fedez            | Frank Matano  | Lillo            | Lillo            | 10          | Maccio Capatonda   | Maccio Capatonda   | Alessio Pollacci |
| 3ª       | 9 marzo 2023     | 16 marzo 2023 | 6        | —        | Fedez         | Fedez            | Frank Matano  | Maccio Capatonda | Maccio Capatonda | 10          | Fabio Balsamo      | Luca Bizzarri      | Alessio Pollacci |
| 4ª       | 1º aprile 2024   | 8 aprile 2024 | 6        | —        | Fedez         | Fedez            | Frank Matano  | Lillo            | Lillo            | 11          | Giorgio Panariello | Giorgio Panariello | Alessio Pollacci |
| 5ª       | 27 marzo 2025    | 3 aprile 2025 | 6        | —        | Angelo Pintus | Alessandro Siani | —             | —                | Massimo Bagnato  | 10          | Federico Basso     | Federico Basso     | Alessio Pollacci |

### Prima edizione

#### Concorrenti e tabella delle eliminazioni
Legenda:
  V   Il/La concorrente vince la gara

  S   Il/La concorrente non ha subito provvedimenti ed è ancora salvo/a

  A   Il/La concorrente è ammonito/a ma continua la gara

  E   Il/La concorrente viene espulso/a ed esce dal gioco

  E   Il/La concorrente viene ammonito/a ed espulso/a nella stessa puntata

| Posizione | Concorrenti            | Episodi | Episodi | Episodi | Episodi | Episodi | Episodi |
| Posizione | Concorrenti            | 1       | 2       | 3       | 4       | 5       | 6       |
| --------- | ---------------------- | ------- | ------- | ------- | ------- | ------- | ------- |
| 1         | Ciro Priello           | S       | A       | A       | A       | A       | V       |
| 2         | Katia Follesa          | S       | S       | S       | A       | A       | E       |
| 3         | Caterina Guzzanti      | S       | S       | S       | S       | S       | E       |
| 4         | Elio                   | S       | S       | S       | A       | A       | E       |
| 5         | Frank Matano           | S       | S       | S       | S       | E       |         |
| 6         | Lillo                  | S       | A       | A       | A       | E       |         |
| 7         | Michela Giraud         | S       | S       | S       | A       | E       |         |
| 8         | Angelo Pintus          | S       | S       | A       | E       |         |         |
| 9         | Luca Ravenna           | S       | A       | E       |         |         |         |
| 10        | Gianluca "Fru" Colucci | A       | E       |         |         |         |         |

Ciro Priello ha devoluto la sua vincita ad ActionAid.

### Seconda edizione

#### Concorrenti e tabella delle eliminazioni
Legenda:
  V   Il/La concorrente vince la gara

  S   Il/La concorrente non ha subito provvedimenti ed è ancora salvo/a

  A   Il/La concorrente è ammonito/a ma continua la gara

  E   Il/La concorrente viene espulso/a ed esce dal gioco

| Posizione | Concorrenti       | Episodi | Episodi | Episodi | Episodi | Episodi | Episodi |
| Posizione | Concorrenti       | 1       | 2       | 3       | 4       | 5       | 6       |
| --------- | ----------------- | ------- | ------- | ------- | ------- | ------- | ------- |
| 1         | Maccio Capatonda  | S       | S       | S       | S       | A       | V       |
| 2         | Virginia Raffaele | S       | S       | A       | A       | A       | E       |
| 3         | Corrado Guzzanti  | S       | A       | A       | A       | A       | E       |
| 3         | Maria Di Biase    | S       | S       | A       | A       | A       | E       |
| 5         | Gianmarco Pozzoli | S       | S       | A       | A       | A       | E       |
| 6         | Mago Forest       | S       | S       | A       | A       | E       |         |
| 7         | Diana Del Bufalo  | S       | S       | S       | A       | E       |         |
| 8         | Tess Masazza      | A       | A       | A       | A       | E       |         |
| 9         | Max Angioni       | S       | S       | A       | A       | E       |         |
| 10        | Alice Mangione    | S       | S       | A       | E       |         |         |

Inoltre è presente Lillo nel ruolo di arma letale della risata.
Maccio Capatonda ha devoluto la sua vincita al WWF.

### Terza edizione

#### Concorrenti e tabella delle eliminazioni
Legenda:
  V   Il/La concorrente vince la gara

  S   Il/La concorrente non ha subito provvedimenti ed è ancora salvo/a

  A   Il/La concorrente è ammonito/a ma continua la gara

  E   Il/La concorrente viene espulso/a ed esce dal gioco

| Posizione | Concorrenti       | Episodi | Episodi | Episodi | Episodi | Episodi | Episodi |
| Posizione | Concorrenti       | 1       | 2       | 3       | 4       | 5       | 6       |
| --------- | ----------------- | ------- | ------- | ------- | ------- | ------- | ------- |
| 1         | Fabio Balsamo     | S       | S       | A       | A       | A       | V       |
| 1         | Luca Bizzarri     | S       | S       | S       | A       | A       | V       |
| 3         | Herbert Ballerina | S       | S       | S       | S       | A       | E       |
| 4         | Brenda Lodigiani  | S       | S       | A       | A       | A       | E       |
| 4         | Paolo Kessisoglu  | A       | A       | A       | A       | A       | E       |
| 6         | Marina Massironi  | S       | S       | S       | A       | A       | E       |
| 7         | Marta Filippi     | S       | S       | A       | A       | A       | E       |
| 8         | Cristiano Caccamo | S       | S       | A       | A       | E       |         |
| 9         | Nino Frassica     | S       | A       | A       | A       | E       |         |
| 10        | Paolo Cevoli      | S       | A       | E       |         |         |         |

Inoltre è presente Maccio Capatonda nel ruolo di arma letale della risata.
Fabio Balsamo e Luca Bizzarri, terminate le sei ore di gioco, si sono accordati per un pareggio e hanno devoluto il premio alle associazioni ONLUS AS.IT.O.I. e ABEO.

### Quarta edizione

#### Concorrenti e tabella delle eliminazioni
V   Il/La concorrente vince la gara

  S   Il/La concorrente non ha subito provvedimenti ed è ancora salvo/a

  A   Il/La concorrente è ammonito/a ma continua la gara

  E   Il/La concorrente viene espulso/a ed esce dal gioco

  E   Il/La concorrente viene ammonito/a ed espulso/a nella stessa puntata
| Posizione | Concorrenti        | Episodi | Episodi | Episodi | Episodi | Episodi | Episodi |
| Posizione | Concorrenti        | 1       | 2       | 3       | 4       | 5       | 6       |
| --------- | ------------------ | ------- | ------- | ------- | ------- | ------- | ------- |
| 1         | Giorgio Panariello | S       | S       | S       | A       | A       | V       |
| 2         | Edoardo Ferrario   | S       | S       | A       | A       | A       | E       |
| 3         | Aurora Leone       | S       | A       | A       | A       | A       | E       |
| 4         | Rocco Tanica       | S       | S       | S       | A       | A       | E       |
| 5         | Lucia Ocone        | S       | S       | S       | A       | A       | E       |
| 6         | Claudio Santamaria | S       | A       | A       | A       | E       |         |
| 7         | Loris Fabiani      | S       | S       | S       | A       | E       |         |
| 8         | Angela Finocchiaro | S       | S       | A       | A       | E       |         |
| 9         | Maurizio Lastrico  | S       | A       | A       | A       | E       |         |
| 10        | Diego Abatantuono  | S       | S       | E       |         |         |         |
| 11        | Fedez              | S       | E       |         |         |         |         |

Inoltre è presente Lillo nel ruolo di arma letale della risata.
Alla conferenza stampa di presentazione della quarta edizione è stata annunciata la partecipazione di Fedez come undicesimo concorrente, con lo svantaggio del cartellino rosso alla prima risata. Durante la sua partecipazione la conduzione è stata assegnata a Frank Matano e Lillo.
Per la prima volta la gara è terminata prima dello scadere delle sei ore. Giorgio Panariello condivide la sua vincita con Edoardo Ferrario, secondo classificato: Panariello dona la sua metà alla Lega per la difesa del cane mentre Ferrario a Helpcode.

### Quinta edizione

#### Concorrenti e tabella delle eliminazioni
V   Il/La concorrente vince la gara

  S   Il/La concorrente non ha subito provvedimenti ed è ancora salvo/a

  A   Il/La concorrente è ammonito/a ma continua la gara

  E   Il/La concorrente viene espulso/a ed esce dal gioco

  E   Il/La concorrente viene ammonito/a ed espulso/a nella stessa puntata
| Posizione | Concorrenti       | Episodi | Episodi | Episodi | Episodi | Episodi | Episodi |
| Posizione | Concorrenti       | 1       | 2       | 3       | 4       | 5       | 6       |
| --------- | ----------------- | ------- | ------- | ------- | ------- | ------- | ------- |
| 1         | Federico Basso    | S       | S       | S       | A       | A       | V       |
| 2         | Geppi Cucciari    | S       | S       | A       | A       | A       | E       |
| 3         | Andrea Pisani     | S       | A       | A       | A       | A       | E       |
| 4         | Alessandro Ciacci | S       | S       | S       | A       | A       | E       |
| 5         | Flora Canto       | S       | S       | A       | A       | A       | E       |
| 5         | Tommaso Cassissa  | S       | S       | S       | A       | A       | E       |
| 7         | Enrico Brignano   | S       | S       | A       | A       | A       | E       |
| 8         | Marta Zoboli      | S       | A       | A       | A       | E       |         |
| 9         | Valeria Graci     | S       | S       | A       | A       | E       |         |
| 10        | Raul Cremona      | S       | A       | A       | E       |         |         |

Inoltre è presente Massimo Bagnato come disturbatore.
Federico Basso ha deciso di condividere la sua vincita con Geppi Cucciari, seconda classificata: Basso dona la sua metà all'AVIS, mentre Cucciari dona la sua metà all'Airc, a PizzAut e a Dynamo Camp.

## Spin-off

### LOL Xmas Special - Chi ride è fuori
Nel luglio 2022 Amazon annuncia uno speciale natalizio intitolato LOL Xmas Special - Chi ride è fuori, pubblicato il successivo 19 dicembre. Lo speciale ha una durata di gioco di 4 ore in un'unica puntata dalla durata ampliata ad 80 minuti, con solo 6 concorrenti selezionati tra i partecipanti e gli ospiti delle prime due edizioni, in una scenografia a tema natalizio. La conduzione è totalmente in mano a Fedez, senza ospiti o co-conduttori.
| Edizione | Pubblicazione    | Episodi | Conduzione | Concorrenti | Vincitore   | Regia            |
| -------- | ---------------- | ------- | ---------- | ----------- | ----------- | ---------------- |
| 1        | 19 dicembre 2022 | 1       | Fedez      | 6           | Mago Forest | Alessio Pollacci |

#### Concorrenti e tabella delle eliminazioni
V   Il/La concorrente vince la gara

  S   Il/La concorrente non ha subito provvedimenti ed è ancora salvo/a

  A   Il/La concorrente è ammonito/a ma continua la gara

  E   Il/La concorrente viene espulso/a ed esce dal gioco

| Posizione | Concorrenti    | Episodio unico | Episodio unico | Episodio unico | Episodio unico | Episodio unico | Episodio unico | Episodio unico | Episodio unico | Episodio unico | Episodio unico | Episodio unico |
| --------- | -------------- | -------------- | -------------- | -------------- | -------------- | -------------- | -------------- | -------------- | -------------- | -------------- | -------------- | -------------- |
| 1         | Mago Forest    | S              | S              | S              | S              | S              | A              | A              | A              | A              | A              | V              |
| 2         | Frank Matano   | S              | S              | S              | S              | A              | A              | A              | A              | A              | A              | E              |
| 3         | Maria Di Biase | S              | S              | S              | S              | S              | A              | A              | A              | A              | E              |                |
| 4         | Lillo          | S              | S              | S              | S              | S              | A              | A              | E              |                |                |                |
| 5         | Michela Giraud | S              | S              | S              | S              | S              | A              | E              |                |                |                |                |
| 6         | Mara Maionchi  | S              | A              | E              |                |                |                |                |                |                |                |                |

Il Mago Forest, primo ad avere concluso la gara prima del limite di tempo, devolve la sua vincita alle associazioni ONLUS CasAmica e A Casa Lontani da Casa.

### Generazione LOL - Chi ride è fuori
Il 21 ottobre 2022 è stato annunciato uno spin-off della serie, intitolato Generazione LOL - Chi ride è fuori. Qui 7 star di TikTok si sfidano per aggiudicarsi il titolo di vincitore, similmente alla versione originale. La prima edizione è stata condivisa dal 23 al 29 ottobre 2022 sul profilo TikTok di Prime Video.
| Edizione | Pubblicazione   | Pubblicazione   | Episodi | Conduzione | Co-conduzione    | Concorrenti | Vincitori      | Vincitori | Regia            |
| Edizione | Inizio          | Fine            | Episodi | Conduzione | Co-conduzione    | Concorrenti | Vincitori      | Vincitori | Regia            |
| -------- | --------------- | --------------- | ------- | ---------- | ---------------- | ----------- | -------------- | --------- | ---------------- |
| 1        | 23 ottobre 2022 | 29 ottobre 2022 | 7       | Lillo      | Gabriele Vagnato | 7           | Daniele Cabras | Ginnasio  | Alessio Pollacci |

#### Concorrenti e tabella delle eliminazioni
Legenda:
  V   Il/La concorrente vince la gara

  S   Il/La concorrente non ha subito provvedimenti ed è ancora salvo/a

  E   Il/La concorrente viene espulso/a ed esce dal gioco

  A   Il/La concorrente ride nella puntata ma viene espulso/a in quella successiva 
| Posizione | Concorrenti        | Episodi | Episodi | Episodi | Episodi | Episodi | Episodi | Episodi |
| Posizione | Concorrenti        | 1       | 2       | 3       | 4       | 5       | 6       | 7       |
| --------- | ------------------ | ------- | ------- | ------- | ------- | ------- | ------- | ------- |
| 1         | Daniele Cabras     | S       | S       | S       | S       | S       | S       | V       |
| 1         | Ginnasio           | S       | S       | S       | S       | S       | S       | V       |
| 3         | Valentina Barbieri | S       | S       | S       | S       | S       | A       | E       |
| 4         | Kiro Ebra          | S       | S       | S       | S       | A       | E       |         |
| 5         | Raffaele Buffoni   | S       | S       | S       | A       | E       |         |         |
| 6         | Silvia Buratto     | S       | S       | A       | E       |         |         |         |
| 7         | Chaimaa Cherbal    | S       | A       | E       |         |         |         |         |

### LOL Talent Show - Chi fa ridere è dentro
In questo show, annunciato da Amazon l'11 maggio 2023, alcuni comici sconosciuti gareggiano per diventare il decimo concorrente della quarta edizione di LOL - Chi ride è fuori.
I comici vengono valutati da tre giudici fissi più un quarto giudice guest con la leva del "Lollissimo", in grado di ribaltare, una volta a puntata, il voto degli altri tre.
| Edizione | Puntata | Pubblicazione    | Conduzione  | Giudici       | Giudici | Giudici       | Giudice guest    | Vincitore                | Regia            |
| -------- | ------- | ---------------- | ----------- | ------------- | ------- | ------------- | ---------------- | ------------------------ | ---------------- |
| 1        | 1       | 22 febbraio 2024 | Mago Forest | Katia Follesa | Elio    | Angelo Pintus | Ciro Priello     | Loris "Lunanzio" Fabiani | Alessio Pollacci |
| 1        | 2       | 22 febbraio 2024 | Mago Forest | Katia Follesa | Elio    | Angelo Pintus | Michela Giraud   | Loris "Lunanzio" Fabiani | Alessio Pollacci |
| 1        | 3       | 29 febbraio 2024 | Mago Forest | Katia Follesa | Elio    | Angelo Pintus | Fabio Balsamo    | Loris "Lunanzio" Fabiani | Alessio Pollacci |
| 1        | 4       | 29 febbraio 2024 | Mago Forest | Katia Follesa | Elio    | Angelo Pintus | Maria Di Biase   | Loris "Lunanzio" Fabiani | Alessio Pollacci |
| 1        | 5       | 7 marzo 2024     | Mago Forest | Katia Follesa | Elio    | Angelo Pintus | Lillo            | Loris "Lunanzio" Fabiani | Alessio Pollacci |
| 2        | 1       | 27 febbraio 2025 | Mago Forest | Katia Follesa | Elio    | Lillo         | Andrea Pisani    | Alessandro Ciacci        | Alessio Pollacci |
| 2        | 2       | 27 febbraio 2025 | Mago Forest | Katia Follesa | Elio    | Lillo         | Edoardo Ferrario | Alessandro Ciacci        | Alessio Pollacci |
| 2        | 3       | 27 febbraio 2025 | Mago Forest | Katia Follesa | Elio    | Lillo         | Lucia Ocone      | Alessandro Ciacci        | Alessio Pollacci |
| 2        | 4       | 27 febbraio 2025 | Mago Forest | Katia Follesa | Elio    | Lillo         | Valeria Graci    | Alessandro Ciacci        | Alessio Pollacci |

## Produzione
Il 25 novembre 2020 Prime Video ha annunciato il game show, diffondendo inoltre i nomi dei concorrenti della prima edizione, infine girata nel Teatro 2 degli Studi di Cinecittà a Roma.
Il 23 aprile 2021 il game show viene rinnovato per una seconda edizione, girata presso il Teatro Eliseo di Roma.
Il 17 marzo 2022 lo show viene rinnovato per una terza edizione.
A dicembre 2022 Amazon ha mandato in onda uno speciale natalizio, chiamato LOL Xmas Special - Chi ride è fuori, a cui hanno partecipato Mara Maionchi, Frank Matano, Maria Di Biase, Michela Giraud, Mago Forest e Lillo Petrolo, già concorrenti delle precedenti edizioni. Lo speciale è stato condotto da Fedez ed è uscito il 19 dicembre 2022.
A dicembre 2023 viene reso pubblico il cast della quarta edizione, con conseguente annuncio di LOL Talent Show - Chi fa ridere è dentro, per decretare il decimo concorrente della stessa. A settembre 2024 viene reso noto il cast della quinta edizione e la conseguente seconda stagione di LOL Talent Show.
Il 26 settembre 2024, Prime Video ha ufficializzato il cast rinnovato, per la prima volta anche nella conduzione: Pintus e Alessandro Siani prendono il posto di Fedez e Frank Matano.

## Promozione
Il trailer ufficiale della prima edizione è stato pubblicato il 19 marzo 2021, quello della seconda il 10 febbraio 2022 e quello della terza il 27 febbraio 2023.

## Distribuzione
Le prime quattro puntate della prima edizione sono state pubblicate su Prime Video il 1º aprile 2021, mentre le restanti due sono state distribuite l'8 aprile seguente.
Il 24 febbraio 2022 sono stati distribuiti i primi quattro episodi della seconda stagione, mentre i restanti due sono stati distribuiti il 3 marzo successivo.
La terza edizione ha debuttato il 9 marzo 2023 coi primi quattro episodi, mentre i restanti due episodi sono stati distribuiti il 16 marzo seguente.
La quarta edizione ha debuttato il 1º aprile 2024 con i primi quattro episodi, mentre i restanti due episodi sono stati distribuiti l'8 aprile seguente.
La quinta edizione ha debuttato il 27 marzo 2025 con i primi cinque episodi, mentre l'episodio finale è stato distribuito il 3 aprile seguente.

## Accoglienza

### Audience
In un'intervista rilasciata al periodico Variety, Nicole Morganti, responsabile delle produzioni italiane della piattaforma Prime Video, ha dichiarato che il game show è stato il titolo più visto di sempre sulla piattaforma. La seconda edizione è diventata il titolo più visto di sempre nel periodo di lancio su Prime Video.

### Critica
Il programma ha ricevuto recensioni miste dalla critica televisiva, con particolare apprezzamento per la prima, trovando tuttavia criticità nelle varie edizioni per il cast dei partecipanti e la conduzione di Fedez.

## Altri media
Il 26 aprile 2021 è stato diffuso online un aftershow di un'ora a cui hanno partecipato i 10 comici della prima edizione. Il 15 marzo 2022 viene pubblicato un libro dedicato a LOL.